# مصطلحات كتب الحنابلة

## المتقدمون
الفقهاء المتقدمون: من الإمام أحمد إلى القاضي أبي يعلى المتوفى سنة 458 هـ.

## المتوسطون
من القاضي أبي يعلى إلى ابن مفلح صاحب كتاب المبدع شرح المقنع المتوفى سنة 884هـ

## المتأخرون
من علاء الدين المرداوي المتوفى سنة 885 هـ إلى الشيخ محمد بن عبد الله العامري المتوفى سنة 1295هـ

## الجماعة
مصطلح يطلق على بعض كبار تلاميذ الإمام

## وهذا عند أصحابنا، وهذا عند الأصحاب
أي علماء الحنابلة وخاصة تلامذة الإمام أحمد والأوائل من الحنابلة

## وهذه رواية
ويقصدون بها إما:
1. الحكم المروي عن الإمام أحمد في مسألة من المسائل إما نصاً من كلامه أو إيماءً .
2. أو قد تكون تخريجاً من علماء الحنابلة الأوائل على نصوص الإمام فتكون رواية مخرجة.

## التخريج
هو نقل حكم مسألة من المسائل التي نص الإمام أحمد على حكمها إلى ما يشبهها من المسائل التي لم ينص عليها مع التسوية بينهما في الحكم.

## نَصَّ عليه أو النص أو المنصوص عليه
ما قاله الإمام نصاً أو تصريحاً فقط

## الوجه
هو قول بعض أصحاب الإمام أو قول بعض المجتهدين أو تخريجه إن كان مأخوذاً من قواعد الإمام أحمد أو إيمائه أو تعليله أو مأخوذاً من سياق كلامه
المذهب 
هو ما نص عليه الإمام أو كان مخرجاً على نصه وعليه جمهور الحنابلة ، ولم يشذ عنه إلا القليل منهم
وفق الله الجميع،والحمد لله رب العالمين،وصلى الله وسلم على نبينا محمد،وعلى آله وصحبه أجمعين.